# Nitrogén-dioxid
A nitrogén-dioxid a nitrogén egyik oxidja, képlete NO2. Párosítatlan elektront tartalmaz. A salétromsavgyártás fontos közbülső terméke. Mérgező gáz.

## Fizikai tulajdonságai
Vörösesbarna színű, szúrós szagú gáz, vízben jól oldódik.

## Reakciói
Hűtés hatására könnyen dimerizálódik, dinitrogén-tetraoxiddá. A keletkező dinitrogén-tetraoxid színtelen, ezért hűtés hatására a nitrogén-dioxid színe egyre világosabb lesz. A szilárd kristályok színtelenek
{\displaystyle \mathrm {2\ NO_{2}\rightarrow N_{2}O_{4}} }
Melegítés hatására a reakció fordítottja játszódik le.
{\displaystyle \mathrm {N_{2}O_{4}\rightarrow 2\ NO_{2}} }
Vizes oldata savas kémhatású. Vízben oldva egyenlő mennyiségben keletkezik salétromossav és salétromsav. A nitrogén-dioxid ezért e két sav vegyes anhidridjének tekinthető.
{\displaystyle \mathrm {2\ NO_{2}+H_{2}O\rightarrow HNO_{2}+HNO_{3}} }
Oxigéngáz jelenlétében vízzel salétromsavvá egyesül.
{\displaystyle \mathrm {4\ NO_{2}+2\ H_{2}O+O_{2}\rightarrow 4\ HNO_{3}} }
Erős oxidálószer, elégnek benne az alkálifémek, a kén, a szén és a foszfor. Hevesen reagál ammóniával, a reakcióban nitrogén, nitrogén-monoxid és ammónium-nitrát képződik. A kénsav elnyeli a nitrogén-dioxidot, ekkor nitrozil-kénsav és salétromsav keletkezik.
{\displaystyle \mathrm {2\ NO_{2}+H_{2}SO_{4}\rightarrow HNO_{3}+HSO_{3}ONO} }

## Előállítása
Nitrogén-dioxid keletkezik a nitrogén-monoxid és az oxigén egyesülésekor. Iparilag is az ammónia oxidációjával előállított nitrogén-monoxidból állítják elő.
{\displaystyle \mathrm {2\ NO+O_{2}\rightarrow 2\ NO_{2}} }
Szintén nitrogén-dioxid fejlődik, ha tömény salétromsav a hidrogénnél pozitívabb standardpotenciálú fémekkel reagál.
Ólom-nitrát hevítésekor is nitrogén-dioxid fejlődik.
{\displaystyle \mathrm {Pb(NO_{3})_{2}\rightarrow PbO_{2}+2\ NO_{2}} }

## Felhasználása
Főként salétromsavgyártásra használják, de ezen kívül alkalmazzák oxidálószernek, nitrálószerként illetve katalizátornak.

## Élettani hatása
A nitrogén-dioxid az indirekt üvegházhatású gázok egyike, mely növeli a globális felmelegedést. Mérgező.